# Mieczysław Tomaszewski
Mieczysław Aleksander Tomaszewski (ur. 17 listopada 1921 w Poznaniu zm. 14 stycznia 2019 w Krakowie) – polski muzykolog, teoretyk, estetyk muzyki, współorganizator życia muzycznego w Bydgoszczy po II wojnie światowej (1946–1952), profesor i doktor honoris causa Akademii Muzycznej w Krakowie. Honorowy Obywatel Krakowa. Kawaler Orderu Orła Białego.
Znawca muzyki romantycznej, autor prac poświęconych Fryderykowi Chopinowi, pieśni romantycznej i dwudziestowiecznym kompozytorom polskim, głównie Krzysztofowi Pendereckiemu.

## Życiorys
Urodził się 17 listopada 1921 r. w Poznaniu w rodzinie Jana Tomaszewskiego (1876–1963) i Łucji z Czarneckich (1892–1971). W wieku 11 lat zaczął uczyć się muzyki w Konserwatorium Muzycznym w Poznaniu, potem w Prywatnej Szkole Muzycznej im. M. Karłowicza u prof. Janiny Illasiewicz-Stojałowskiej, uczennicy I. Friedmana. Uczęszczał do Gimnazjum i Liceum im. I.J. Paderewskiego w Poznaniu.
Po wybuchu II wojny światowej zgłosił się ochotniczo do Wojska Polskiego. Otrzymał przydział do jednostki w Brześciu nad Bugiem. Po kampanii wrześniowej został internowany i wywieziony do obozu, skąd udało mu się zbiec. W latach 1939–1944 był pracownikiem leśnym i rolnym w okolicach Wrześni. Organizował tajne wieczory muzyczno-literackie. Po wyzwoleniu, od kwietnia do grudnia 1945 r., pracował jako referent muzyczny w starostwie powiatowym we Wrześni. Był inspiratorem i organizatorem tamtejszego życia muzycznego.

### Okres bydgoski
Od stycznia 1946 r. za sprawą Mariana Turwida znalazł się w Bydgoszczy, gdzie podjął pracę jako referent muzyczny i teatralny w Pomorskim Urzędzie Wojewódzkim. Sprawy, które mu powierzono, początkowo nie dotyczyły życia muzycznego (te znajdowały się w gestii Jerzego Jasieńskiego, potem Konrada Pałubickiego), lecz teatru. W latach 1946–1948 studiował filologię polską na Uniwersytecie Mikołaja Kopernika w Toruniu.
W krótkim czasie został sekretarzem Adama Grzymały-Siedleckiego. Prowadził cykl wykładów w Studium Dramatycznym, które w latach powojennych było szkołą teatralną, działającą w powiązaniu z Teatrem Ziemi Pomorskiej. W 1946 r. został sekretarzem powstałego w 1945 r. Klubu Literacko-Artystycznego przy Związku Literatów Polskich w Bydgoszczy. Klub ten miał zadania upowszechnieniowe, m.in. organizację tzw. „Śród Literackich”. Udzielał się również w redakcji miesięcznika kulturalno-artystycznego „Arkona”. Jego kontaktom ze środowiskiem plastyków pomorskich sprzyjały wykłady poświęcone muzyce prowadzone w latach 1946–1949 w Liceum Technik Plastycznych utworzonym przez Mariana Turwida. Po zamknięciu „Arkony” w 1948 r. powierzono mu organizację Roku Chopinowskiego na Pomorzu i Kujawach (1949). Odbyło się wówczas 250 koncertów symfonicznych i kameralnych na terenie województwa pomorskiego, z udziałem takich artystów jak: Stanisław Szpinalski, Henryk Sztompka, Zbigniew Drzewiecki, Bolesław Woytowicz, Halina Czerny-Stefańska, Władysław Kędra. Koncertom towarzyszyły odczyty i prelekcje wygłaszane m.in. przez Jarosława Iwaszkiewicza, Karola Józefa Stromengera, Zygmunta Mycielskiego i jego samego.
W 1949 r., po rozdzieleniu dwóch dotychczas istniejących w Bydgoszczy orkiestr symfonicznych: radiowej i miejskiej pod egidą Towarzystwa Muzycznego, powierzono mu dyrekcję naczelną Pomorskiej Orkiestry Symfonicznej.

### Okres krakowski
W 1952 r. opuścił Bydgoszcz (Pomorską Orkiestrę Symfoniczną przejął Andrzej Szwalbe) i udał się do Krakowa, gdzie rozpoczął pracę w Polskim Wydawnictwie Muzycznym. W 1954 r. został jego redaktorem naczelnym, a w latach 1965–1988 był jego dyrektorem. W latach 1954–1959 studiował muzykologię na Uniwersytecie Jagiellońskim.
W 1959 r. został wykładowcą (od 1971 jako docent, od 1989 – profesor) Akademii Muzycznej w Krakowie. Kierował Katedrą Edytorstwa Muzycznego (1968–1996) oraz Zespołem Analizy i Interpretacji Muzyki (1976–1986), które powołał do życia. W 1996 r. został kierownikiem Katedry Teorii i Interpretacji Dzieła Muzycznego. W latach 1960–1966 wykładał także teorię i estetykę muzyczną na Uniwersytecie Jagiellońskim. W latach 1982–1985 był członkiem Rady Głównej Szkolnictwa Wyższego.
Został członkiem Polskiej Akademii Nauk i Polskiej Akademii Umiejętności. W 1984 r. obronił dysertację doktorską na Uniwersytecie im. Adama Mickiewicza w Poznaniu, a w 1999 r. uzyskał tamże habilitację.
Pochowany w Alei Zasłużonych na cmentarzu wojskowym przy ul. Prandoty w Krakowie (kwatera CIX-1-5). 

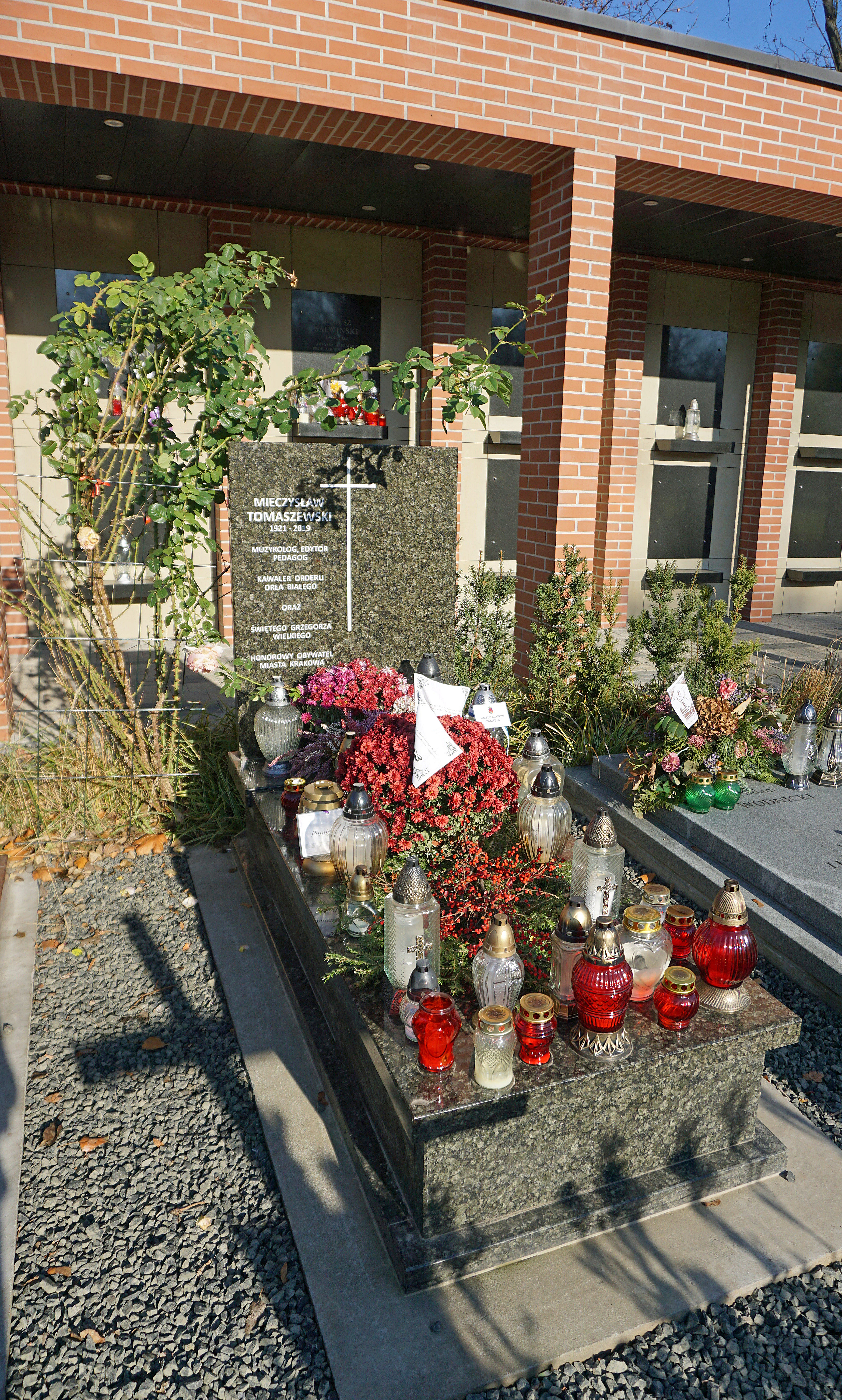
Grób prof. Mieczysława Tomaszewskiego na cmentarzu wojskowym przy ul. Prandoty w Krakowie

## Ordery i odznaczenia
- Order Orła Białego (2017)[9]
- Krzyż Wielki Orderu Odrodzenia Polski (17 września 2005)[10]
- Krzyż Komandorski z Gwiazdą Orderu Odrodzenia Polski (1991)[11]
- Krzyż Komandorski Orderu Odrodzenia Polski[12] (1975)[11]
- Krzyż Oficerski Orderu Odrodzenia Polski[12]
- Krzyż Kawalerski Orderu Odrodzenia Polski[12] (18 listopada 1955)[13]
- Złoty Krzyż Zasługi[12] (22 lipca 1952)[14]
- Medal 10-lecia Polski Ludowej (18 stycznia 1955)[15]
- Złoty Medal „Zasłużony Kulturze Gloria Artis” (12 października 2006)[16]
- Medal „Za szczególne zasługi dla Miasta Bydgoszczy” (1996)[11]
- Medal „Zasłużony dla województwa tarnobrzeskiego” (1980)[11]
- Honorowa odznaka „Zasłużony dla Ochrony Dziedzictwa Fryderyka Chopina” (2011)[17]
- Order św. Grzegorza Wielkiego (Watykan, 2012)[18]

## Nagrody i wyróżnienia
- Nagroda Miasta Krakowa (1978)[19]
- Nagroda Fundacji Nauki Polskiej oraz nagroda wydawców im. J. Długosza za monografię „Chopin. Człowiek, dzieło, rezonans” (1999)
- Wyróżnienie przez Międzynarodową Fundację im. Fryderyka Chopina: „(...) za całokształt badań nad dziełem i postacią Fryderyka Chopina, a w szczególności za pracę «Chopin. Człowiek, dzieło, rezonans» (...)” (2000)
- Doktorat honoris causa Akademii Muzycznej w Krakowie (2001), Akademii Muzycznej im. F. Nowowiejskiego w Bydgoszczy (2010), Akademii Muzycznej im. Karola Szymanowskiego w Katowicach (2016) oraz Akademii Muzycznej im. Karola Lipińskiego we Wrocławiu (2016)[20]
- Nagroda Krakowska Książka Miesiąca za publikację Penderecki. Bunt i wyzwolenie (luty 2009)[21]
- Nagroda „Złota Róża” przyznawana przez Festiwal Nauki w Warszawie, Instytut Książki i miesięcznik „Nowe Książki” za książkę „Chopin” (2010)[22]
- Honorowy Obywatel Miasta Krakowa (2012)[23]

Znalazł się na kartach „Dzienników 1951–1957” Marii Dąbrowskiej, polskiej pisarki (1988). W 2001 Akademia Muzyczna w Krakowie wydała „Studia dedykowane prof. Mieczysławowi Tomaszewskiemu w osiemdziesięciolecie urodzin”, w przeszło 900-stronicowej publikacji pt. „Muzyka w kontekście kultury”.

## Publikacje
- Kompozytorzy polscy o Fryderyku Chopinie. Antologia, Kraków 1959, wyd. nowe uzupełnione PWM–Narodowy Instytut Fryderyka Chopina, Kraków–Warszawa 2017
- Chopin. Diariusz par image, Kraków–Warszawa 1990
- Fryderyk Chopin. Życie twórcy, Leksykon multimedialny (CD-ROM), Neurosoft Sp. z oo., Kraków 1995; wersja nowa Narodowy Instytut Fryderyka Chopina, Warszawa 2015
- Muzyka Chopina na nowo odczytana, Kraków 1996
- Studia nad pieśnią romantyczną. Od wyznania do wołania, Akademia Muzyczna, Kraków 1997
- Chopin. Człowiek, dzieło, rezonans, Poznań 1998; 2. wyd. (uzupełnione) Kraków 2005; skrócona wersja niemiecka: Frederic Chopin und seine Zeit. Laaber 1999
- Nad pieśniami Karola Szymanowskiego. Cztery studia, Akademia Muzyczna, Kraków 1998
- Interpretacja integralna dzieła muzycznego. Rekonesans, Akademia Muzyczna, Kraków 2000
- Chopin i George Sand. Miłość nie od pierwszego spojrzenia, Wydawnictwo Literackie, Kraków 2003; wyd. nowe poprawione Narodowy Instytut Fryderyka Chopina, Warszawa 2018
- Muzyka w dialogu ze słowem, Akademia Muzyczna, Kraków 2003
- Krzysztof Penderecki and His Music. Four Essays, Akademia Muzyczna, Kraków 2003
- O muzyce polskiej w perspektywie intertekstualnej. Studia i szkice, Akademia Muzyczna, Kraków 2005
- Penderecki. Bunt i wyzwolenie. Rozpętanie żywiołów, PWM, Kraków 2008
- Penderecki. Odzyskiwanie raju, PWM, Kraków 2009
- Chopin, Wydawnictwo BoSz, Olszanica / Polskie Wydawnictwo Muzyczne, Kraków 2009
- Chopin 2. Uchwycić nieuchwytne, PWM–Narodowy Instytut Fryderyka Chopina, Kraków–Warszawa 2016
- 12 spojrzeń na muzykę polską wieku apokalipsy i nadziei. Studia, szkice, interpretacje, Akademia Muzyczna, Kraków 2011
- Pieśń polska: Chopin, Moniuszko, Karłowicz, Szymanowski, PWM, Kraków 2019

## Życie prywatne
1 kwietnia 1945 r. w Kórniku koło Poznania ożenił się z Wandą Milewską herbu Ślepowron (ur. 1922). Mieli pięcioro dzieci.